# Eatons Neck
Eatons Neck és una concentració de població designada pel cens dels Estats Units a l'estat de Nova York. Segons el cens del 2000 tenia 1.388 habitants.

## Demografia
Segons el cens del 2000, Eatons Neck tenia 1.388 habitants, 512 habitatges, i 419 famílies. La densitat de població era de 530,6 habitants per km².
Dels 512 habitatges en un 33,2% hi vivien nens de menys de 18 anys, en un 74,6% hi vivien parelles casades, en un 5,5% dones solteres, i en un 18% no eren unitats familiars. En el 14,6% dels habitatges hi vivien persones soles el 5,9% de les quals corresponia a persones de 65 anys o més que vivien soles. El nombre mitjà de persones vivint en cada habitatge era de 2,71 i el nombre mitjà de persones que vivien en cada família era de 3,01.
Per edats la població es repartia de la següent manera: un 24,1% tenia menys de 18 anys, un 3,2% entre 18 i 24, un 27,2% entre 25 i 44, un 30,8% de 45 a 60 i un 14,7% 65 anys o més.
L'edat mediana era de 42 anys. Per cada 100 dones de 18 o més anys hi havia 96,5 homes.
La renda mediana per habitatge era de 100.663 $ i la renda mediana per família de 104.111 $. Els homes tenien una renda mediana de 94.349 $ mentre que les dones 67.083 $. La renda per capita de la població era de 44.342 $. Entorn de l'1,9% de les famílies i el 2,3% de la població estaven per davall del llindar de pobresa.